# Kill Bill : Volume 2
Série Kill Bill
Kill Bill : Volume 1
(2003)
Pour plus de détails, voir Fiche technique et Distribution.
Kill Bill : Volume 2 (Kill Bill: Vol. 2) est un film américain réalisé par Quentin Tarantino, sorti en 2004.
Il fait suite à Kill Bill : Volume 1 sorti l'année précédente, les deux étant à l'origine prévus pour n'être qu'un seul film (diptyque).

## Synopsis

Détail de la jaquette d'un DVD du volume 2.

- Chapitre 6 : Massacre aux Deux-Pins (Chapter Six: Massacre at Two Pines)

Bill arrive en voiture à la chapelle de Two Pines d'El Paso, à la grande surprise de la Mariée. Une conversation s'engage entre eux deux, la Mariée confirmant à Bill, qui lui reproche sa soudaine disparition, qu'elle arrête définitivement le métier de tueuse à gages. Peu après, les autres membres du Détachement International des Vipères Assassines arrivent sur les lieux et commencent le massacre.
Après le générique, la Mariée explique au spectateur le contexte du film au volant de sa voiture, en route pour tuer Bill après avoir éliminé ses derniers adversaires dans le futur chapitre 9.
- Chapitre 7 : La Tombe Solitaire de Paula Schultz (Chapter Seven: The Lonely Grave of Paula Schultz)

Quatre ans plus tard, on retrouve Budd, le frère de Bill et également ancien partenaire de la Mariée, qui travaille désormais comme videur dans un club de strip-tease et que Bill avertit qu'il est le prochain sur la liste. La Mariée vient pour le tuer durant la nuit, mais Budd, sur ses gardes, la surprend et lui tire dessus avec un fusil dont les cartouches sont chargées de gros sel. Il téléphone ensuite à Elle Driver afin de lui vendre le katana de la Mariée pour la somme d'un million de dollars, et enterre vivante cette dernière à l'intérieur d'un cercueil.
- Chapitre 8 : Le Cruel Apprentissage de Pai Mei (Chapter Eight: The Cruel Tutelage of Pai Mei)

Un flash-back montre ensuite Bill et la Mariée, qui est alors aussi son amante, se rendant en Chine pour que la Mariée suive l'enseignement de Pai Mei, un légendaire maître d'arts martiaux aux méthodes très exigeantes. La Mariée suit alors un long et difficile apprentissage avec Pai Mei, et finit par gagner son respect.
De retour au présent, la Mariée, enfermée dans son cercueil, utilise une technique que Pai Mei lui avait enseignée pour se sortir de sa situation et finit par réussir à briser le cercueil à force de coups répétés avec sa main. Elle réussira à atteindre la station service la plus proche pour obtenir un verre d'eau. 
- Chapitre 9 : Elle et Moi (Chapter Nine: Elle and I)

Le matin suivant, Elle Driver arrive chez Budd, alors que la Mariée les surveille au loin, et, lorsque Budd ouvre la mallette censée contenir son argent, il est mordu par un mamba noir dont le venin le tue en quelques minutes. Alors qu'Elle Driver s'en va, elle est attaquée par la Mariée (dont le véritable nom, Beatrix Kiddo, est alors révélé) et un féroce combat s'ensuit, à l'issue duquel la Mariée arrache l'œil restant d'Elle Driver (elle avait perdu l'autre œil auparavant, arraché par Pai Mei pour la punir), la rendant aveugle, avant de l'abandonner à son sort et au mamba noir resté à proximité.
- Dernier Chapitre : Face-à-Face (Last Chapter: Face-to-Face)

Ayant finalement appris où Bill résidait, Beatrix Kiddo se rend chez lui et découvre avec stupéfaction que sa fille, prénommée (ou surnommée) B.B., est vivante et a été élevée par Bill, son père. Tous trois passent la soirée ensemble, mais Bill injecte ensuite à Beatrix un sérum de vérité avant de lui poser des questions. On apprend ainsi, par un nouveau flash-back, que Beatrix a décidé d'arrêter son métier d'assassin afin de protéger son enfant à naître. À la fin de leur conversation, Bill attaque Beatrix, mais celle-ci emploie une technique secrète de Pai Mei (qu'il n'a accepté d'enseigner qu'à elle) et qui tue sa victime, en lui faisant exploser le cœur. Bill fait ses adieux à Beatrix, s'en va et s'écroule après cinq pas. Beatrix, sa vengeance accomplie, s'en va alors en emmenant sa fille.

## Fiche technique
- Titre original : Kill Bill: Vol. 2
- Titre français : Kill Bill : Volume 2
- Titre québécois : Tuer Bill : Volume 2
- Réalisation : Quentin Tarantino
- Scénario : Quentin Tarantino, d'après une idée de Quentin Tarantino et Uma Thurman
- Musique : Robert Rodriguez
- Direction artistique : Daniel Bradford
- Décors : David Wasco
- Costumes : Kumiko Ogawa et Catherine Marie Thomas
- Photographie : Robert Richardson
- Son : Michael Minkler, Myron Nettinga, John Bires
- Montage : Sally Menke
- Production : Lawrence Bender et Quentin Tarantino[1]

Production exécutive : Yingchun Fang
Production déléguée : Bob Weinstein, Harvey Weinstein, Erica Steinberg et E. Bennett Walsh
Production associée : Koko Maeda et Dede Nickerson
Assistant production : Kwame Parker
- Sociétés de production[2] : Miramax, A Band Apart et Super Cool ManChu
- Sociétés de distribution :
  - États-Unis : Miramax
  - France : TFM Distribution
  - Canada : Alliance Atlantis Communications
  - Suisse : Ascot Elite Entertainment Group
  - Belgique : Kinepolis Film Distribution, RCV Film Distribution
- Budget : 30 millions de $[3]
- Pays d'origine :  États-Unis
- Langues originales : anglais, cantonais, mandarin, espagnol
- Format[4] : couleur (Technicolor) (DeLuxe) / Noir et blanc - 35 mm - 2,39:1 (Cinémascope) (Panavision) - son DTS | Dolby Digital | SDDS
- Genre : action, drame, thriller, arts martiaux
- Durée : 137 minutes
- Dates de sortie[5] :
  - États-Unis, Canada : 8 avril 2004
  - Belgique : 21 avril 2004
  - France : 16 mai 2004 (Festival de Cannes) ; 17 mai 2004 (sortie nationale)
  - Suisse romande : 17 mai 2004
- Classification[6] :
  -  États-Unis : Interdit aux moins de 17 ans (certificat #40699) (R – Restricted) [Note 1].
  -  France : Interdit aux moins de 12 ans (visa d'exploitation no 110476 délivré le 27 mai 2004)[7],[8],[Note 2].

## Distribution
- Uma Thurman (VF : Odile Cohen et VQ : Nathalie Coupal) : Beatrix Kiddo, alias La Mariée / Black Mamba
- David Carradine (VF : François Marthouret et VQ : Denis Mercier) : Bill, alias Snake Charmer
- Michael Madsen (VF : Jean-Yves Chatelais et VQ : Pierre Auger) : Budd alias Sidewinder
- Daryl Hannah (VF : Tina Sportolaro et VQ : Hélène Mondoux) : Elle Driver alias California Mountain Snake
- Gordon Liu : Pai Mei
- Michael Parks (VF : Raoul Indart-Rougier et VQ : Aubert Pallascio) : Esteban Vihaio
- Perla Haney-Jardine (VF : Aglaé Mayette et VQ : Claudia-Laurie Corbeil) : B. B.
- Helen Kim (VF : Sophie Mayer) : Karen
- Larry Bishop (VF : Emmanuel Gradi et VQ : Hubert Gagnon) : Larry Gomez
- Samuel L. Jackson (VF : Thierry Desroses et VQ : Jean-René Ouellet) : Rufus
- Christopher Allen Nelson (VF : Jean-Michel Fête) : Tommy Plympton
- Bo Svenson (VF : Jean-Claude Leguay et VQ : Vincent Davy) : le révérend Harmony
- Jeannie Epper (VF : Frédérique Cantrel) : Madame Harmony
- Clark Middleton : Ernie
- Sid Haig : Jay
- Laura Cayouette : Rocket
- Lucy Liu (VF : Laëtitia Godès et VQ : Anne Dorval) : O-Ren Ishii, alias Cottonmouth (caméo)
- Vivica A. Fox (VF : Mylène Wagram et VQ : Marika Lhoumeau) : Vernita Green, alias Copperhead (caméo)
- Lawrence Bender : un employé de l'hôtel (caméo)

Sources doublage : VoxoFilm (VF) et doublage.qc.ca (VQ)

## Production
Le volume 2 est tourné en même temps que le premier volume.
Vers la fin du tournage se produit un accident lorsqu’Uma Thurman tourne une scène au volant d’une décapotable bleue ; la scène est jugée simple par le réalisateur, qui estime qu’il s’agit d’une ligne droite banale. L’actrice perd toutefois le contrôle du véhicule et est blessée au cou et aux jambes. Dans un premier temps, la production refuse de lui communiquer les rushs sauf si elle renonce à toute poursuite judiciaire ; la séquence est finalement mise en ligne en 2018 par Tarantino, après les premières révélations de l’affaire Weinstein (Harvey Weinstein étant le directeur de Miramax au moment du tournage),.

## Bande originale
Bandes originales par Quentin Tarantino
Kill Bill vol. 1
(2003) Boulevard de la mort
(2006)
Pour le volume 2, Quentin Tarantino fait appel à son ami Robert Rodriguez, qui compose plusieurs morceaux originaux (la plupart absents de l'album). Robert Rodriguez est également présent via son groupe Chingón qui fait ici une reprise de Malagueña salerosa, une ancienne chanson de huapango. Rodriguez n'a été payé qu'un dollar symbolique pour son travail, mais a l'occasion de le rendre à son ami Tarantino lorsque celui-ci viendra tourner une scène de son film Sin City en 2005.
Liste des titres
1. Uma Thurman – A Few Words from the Bride (0:42)
2. Shivaree – Goodnight Moon (4:03)
3. Ennio Morricone – Il Tramonto (1:15), tiré du film Le Bon, la Brute et le Truand
4. Charlie Feathers – Can't Hardly Stand It (2:48)
5. Lole y Manuel – Tu Mirá (Edit) (4:00)
6. Luis Bacalov – Summertime Killer (3:39), tiré du film Meurtres au soleil
7. Alan Reeves, Phil Steele et Philip Brigham – The Chase (1:03)
8. David Carradine et Uma Thurman – The Legend of Pai Mei (2:06)
9. Ennio Morricone – L'Arena (4:46), tiré du film El mercenario[14]
10. Johnny Cash – A Satisfied Mind (2:50)
11. Ennio Morricone – A Silhouette of Doom (2:54), tiré du film Navajo Joe
12. Malcolm McLaren – About Her (4:49) (contient un sample de She's Not There des Zombies et de St. Louis Blues de Bessie Smith)
13. David Carradine et Uma Thurman – Truly and Utterly Bill (0:47)
14. Chingón – Malagueña salerosa (4:05)
15. Meiko Kaji – Urami Bushi (3:33)
Morceau caché
16. Wu-Tang Clan – Black Mamba (2:38) (apparaît à la fin de Urami Bushi, après une longue période de silence)

## Accueil

### Sortie et box-office
Kill Bill, volume 2 est sorti le 17 mai 2004, après avoir été présenté hors compétition au festival de Cannes 2004, dont Quentin Tarantino était justement le président.
Le film a rapporté 152 159 461 $. 
Ce second volet a réalisé 1 430 000 entrées en France, 193 394 en Belgique, 218 261 au Québec et 172 000 en Suisse.

### Critique
Le volume 2 de Kill Bill a recueilli 84 % de critiques positives, avec un score moyen de 7,7/10 et sur la base de 230 critiques collectées, sur le site Internet Rotten Tomatoes, et a obtenu une note de 83/100, sur la base de 42 critiques sur Metacritic.
Les Cahiers du cinéma classe Kill Bill, volume 2 au 9e rang de leur liste des meilleurs films de 2004. En 2008, le magazine Empire a classé les deux volets, respectivement à la 325e et à la 423e place, dans sa liste des 500 meilleurs films de tous les temps.

## Distinctions
Entre 2004 et 2013, Kill Bill : Volume 2 a été sélectionné 107 fois dans diverses catégories et a remporté 23 récompenses.

### Récompenses
- Saturn Awards 2005 : meilleur film d'action/aventures/thriller, du meilleur second rôle masculin (David Carradine) et meilleur second rôle féminin (Daryl Hannah)
- MTV Movie Awards 2005 : meilleur combat (la Mariée contre Elle Driver)
- Sant Jordi Awards 2005 : meilleur film étranger
- Taurus World Stunt Awards 2005 : meilleur combat (Zoë Bell et Monica Staggs) et meilleure cascadeuse (Zoe Bell et Monica Staggs)

### Nominations
- Prix Amanda 2004 : meilleur film étranger
- Irish Film and Television Awards 2004 : meilleure actrice internationale (Uma Thurman)
- Golden Globes 2005 : meilleure actrice (Uma Thurman) et meilleur second rôle masculin (David Carradine)
- Satellite Awards 2005 : meilleur film, meilleure actrice (Uma Thurman), meilleur second rôle masculin (David Carradine) et meilleur second rôle féminin (Daryl Hannah)
- Saturn Awards 2005 : meilleur réalisateur, meilleur scénario, meilleure actrice (Uma Thurman) et meilleure jeune actrice (Perla Haney-Jardine)
- MTV Movie Awards 2005 : meilleur film et meilleure actrice (Uma Thurman)
- Empire Awards 2005 : meilleur film, meilleur réalisateur, meilleure actrice (Uma Thurman) et scène de l'année (le combat entre la Mariée et Elle Driver)
- Eddie Awards 2005 : meilleur montage de film
- Critics Choice Awards 2005 : meilleure actrice (Uma Thurman)

## The Whole Bloody Affair

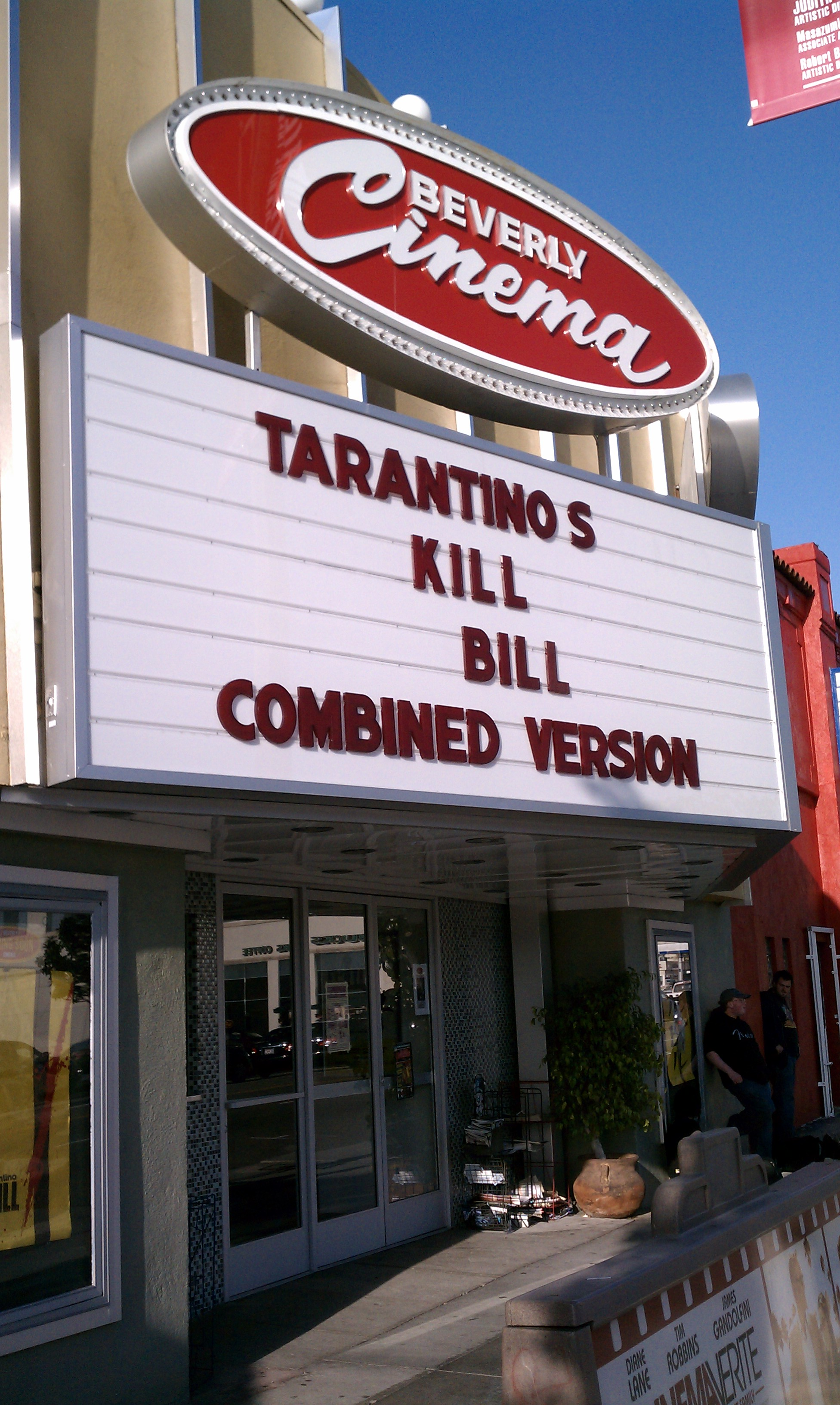
La version combinée des deux films, ici à l'affiche du cinéma appartenant à Quentin Tarantino, le New Beverly Cinema

Quentin Tarantino annonce au Provincetown International Film Festival 2008 qu'il envisage de sortir en salle une version rallongée, réunissant les deux volets, intitulée Kill Bill: The Whole Bloody Affair. Cette version, la même que celle présentée en exclusivité au Festival de Cannes 2004, est à l'affiche d'un cinéma de Los Angeles pendant une semaine à partir du 27 mars 2011. La séquence d'animation présentant les origines d'O-Ren Ishii est sensiblement plus gore, de même que le combat de la Mariée contre les « 88 Fous », qui est entièrement en couleur. Sofie Fatale perd son deuxième bras, alors que le cliffhanger de la fin du volume 1 annonçant que l'enfant de la Mariée est encore en vie a été supprimé, tout comme la scène d'introduction du volume 2 où la mariée, au volant de sa voiture, résume les événements du précédent volet. De plus, le « vieux proverbe klingon » au début du premier film est remplacé par une dédicace pour Kinji Fukasaku, un réalisateur qui a beaucoup influencé Quentin Tarantino,.
Cette version combinée est projetée à partir du 27 mars 2011 au New Beverly Cinema, le cinéma du réalisateur.

## Projet de suite
En avril 2004, Quentin Tarantino a déclaré dans une interview qu'il projetait de réaliser le volume 3 dans 15 ans. Il montrerait l'histoire de Nikki, la fille de Vernita Green élevée par Sofie Fatale qui a récupéré l'argent de Bill, voulant venger la mort de sa mère tuée par Black Mamba dans le premier volume. Uma Thurman serait donc présentée sous forme de « méchante » et Ambrosia Kelley, qui aura grandi entre-temps, d'« héroïne ». Quentin Tarantino espère ainsi avoir sa propre « trilogie des dollars » (en référence à Sergio Leone). Le film pourrait s'appeler Kill the Bride.
En juillet 2006, Quentin Tarantino annonça deux suites en animation japonaise : un prologue sur les relations de Bill et de Hattori Hanzo et une suite sur les aventures de la Mariée et de sa fille. Lors de la promotion du film Django Unchained, Quentin Tarantino mentionne dans une entrevue qu'il n'y aura probablement pas de suite à Kill Bill.